# Hrad na Josefině skále
Hrad na Josefině skále je zaniklý hrad 1,5 km západně od Černic v okrese Most. Jeho malé zbytky se nachází na ostrožně nad údolím Černického potoka v nadmořské výšce 589 m.

## Historie
Neexistují žádné písemné prameny, které by se k hradu vztahovaly. Podle archeologických nálezů byl hrad založen ve druhé polovině 13. století a ještě v tomtéž století se zde bojovalo. Pravděpodobně ho založil některý z rodů, kterým patřila okolní panství, jako neúspěšný pokus o kolonizaci Krušných hor. Hrad zanikl na počátku 15. století, kdy nejméně jedna budova v hradním jádře vyhořela.

## Stavební podoba
Hrad byl rozdělen do tří částí oddělených příkopy, z nichž největší je až šestnáct metrů široký a šest až osm metrů hluboký. Přístupová cesta vedla přes příkop před první částí hradu a po překonání druhého příkopu vstoupila do předhradí. Za ním se nacházel třetí příkop, který chránil hradní jádro. Do něj se vstupovalo pravděpodobně věžovitou branou, za kterou se nacházelo malé nádvoří. V nejvyšším místě stál palác s půdorysem přizpůsobeným složitému skalnímu podloží. Na severovýchodní straně se pod jádrem nacházel menší prostor, ve kterém snad stály hospodářské budovy.

## Přístup
Zbytky hradu jsou volně přístupné. V jejich blízkosti vede zeleně značená turistická trasa od zámku Jezeří do Brandova.

## Galerie

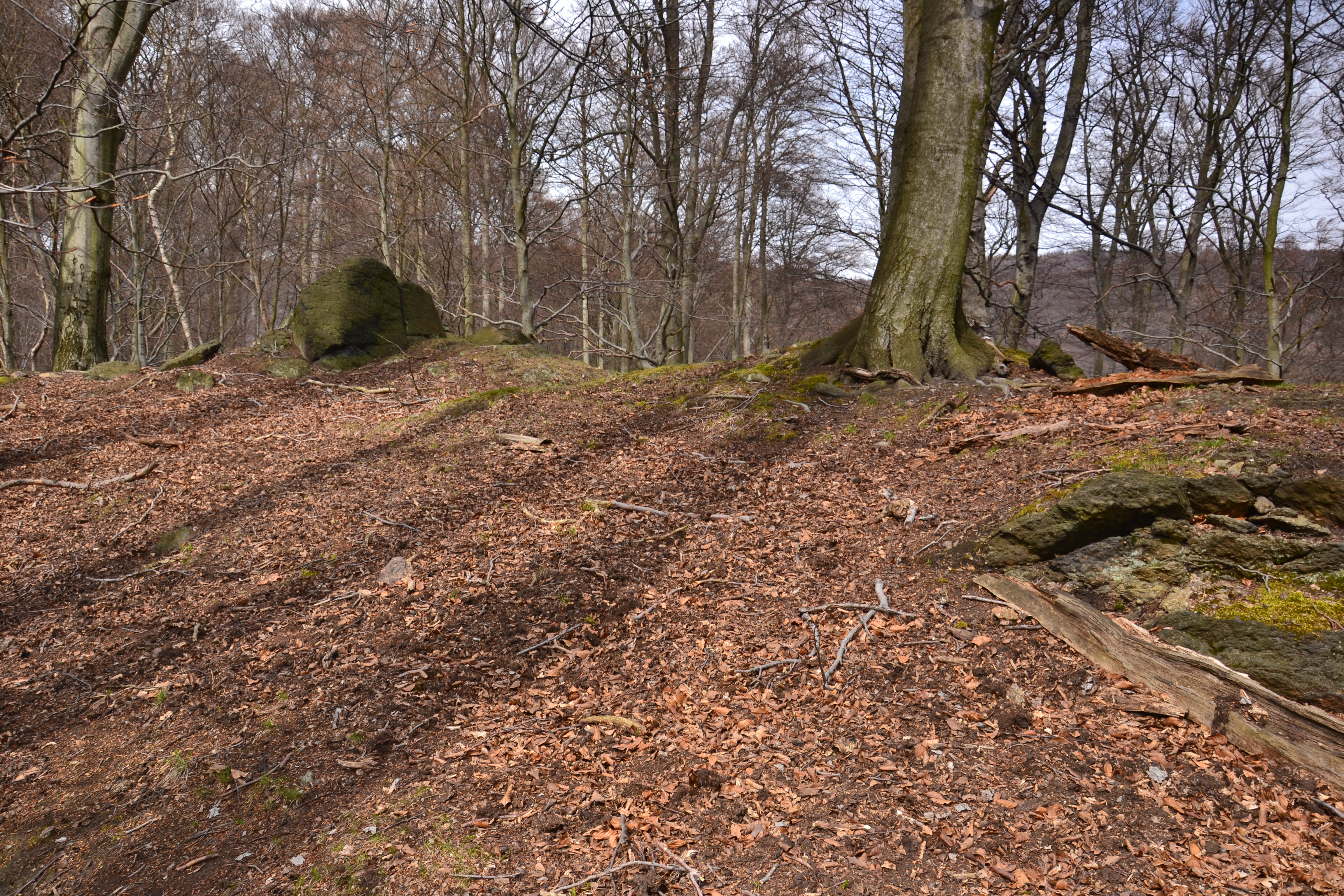
Druhé předhradí
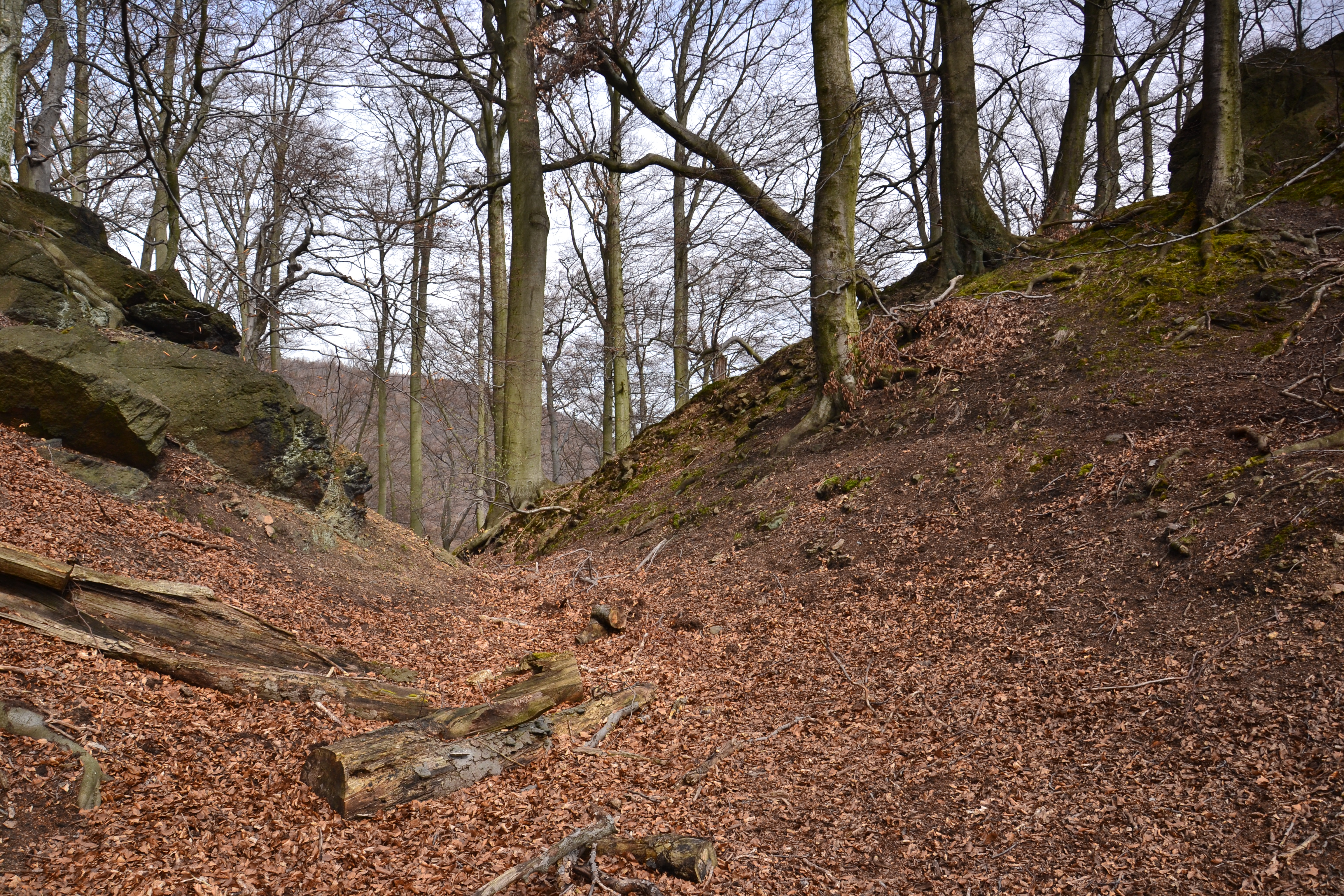
Příkop před hradním jádrem
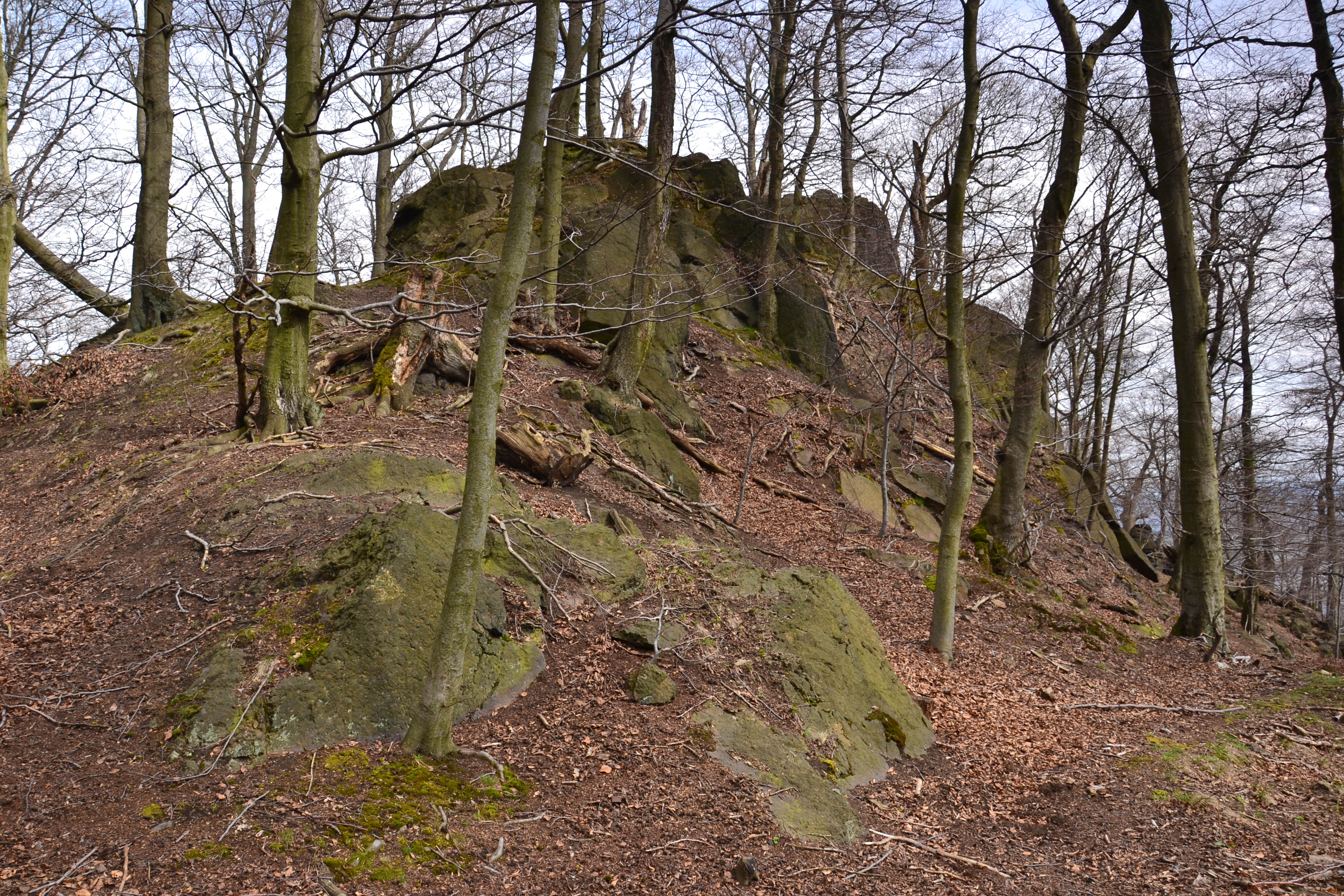
Hradní jádro
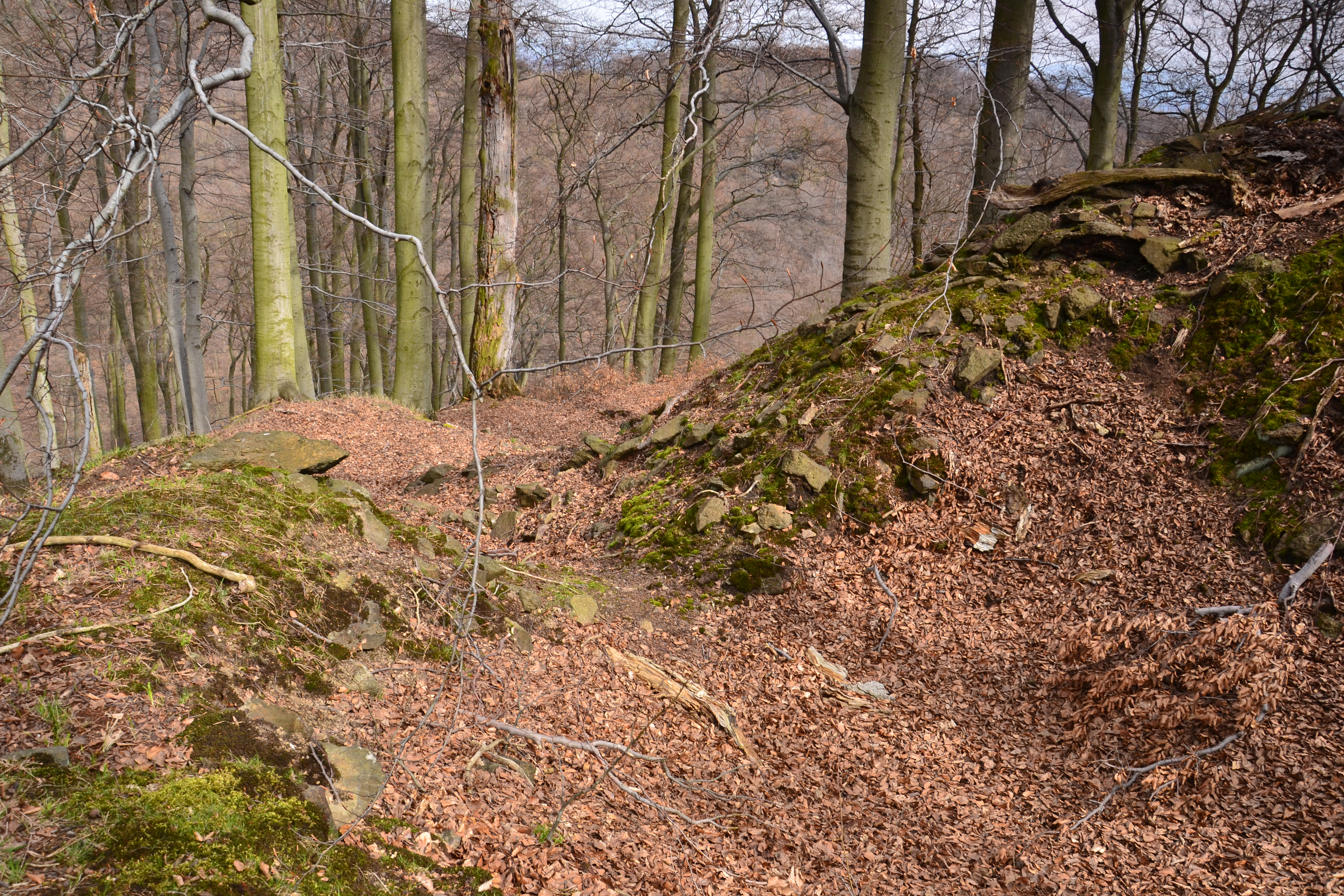
Fragment zdiva v čele hradního jádra
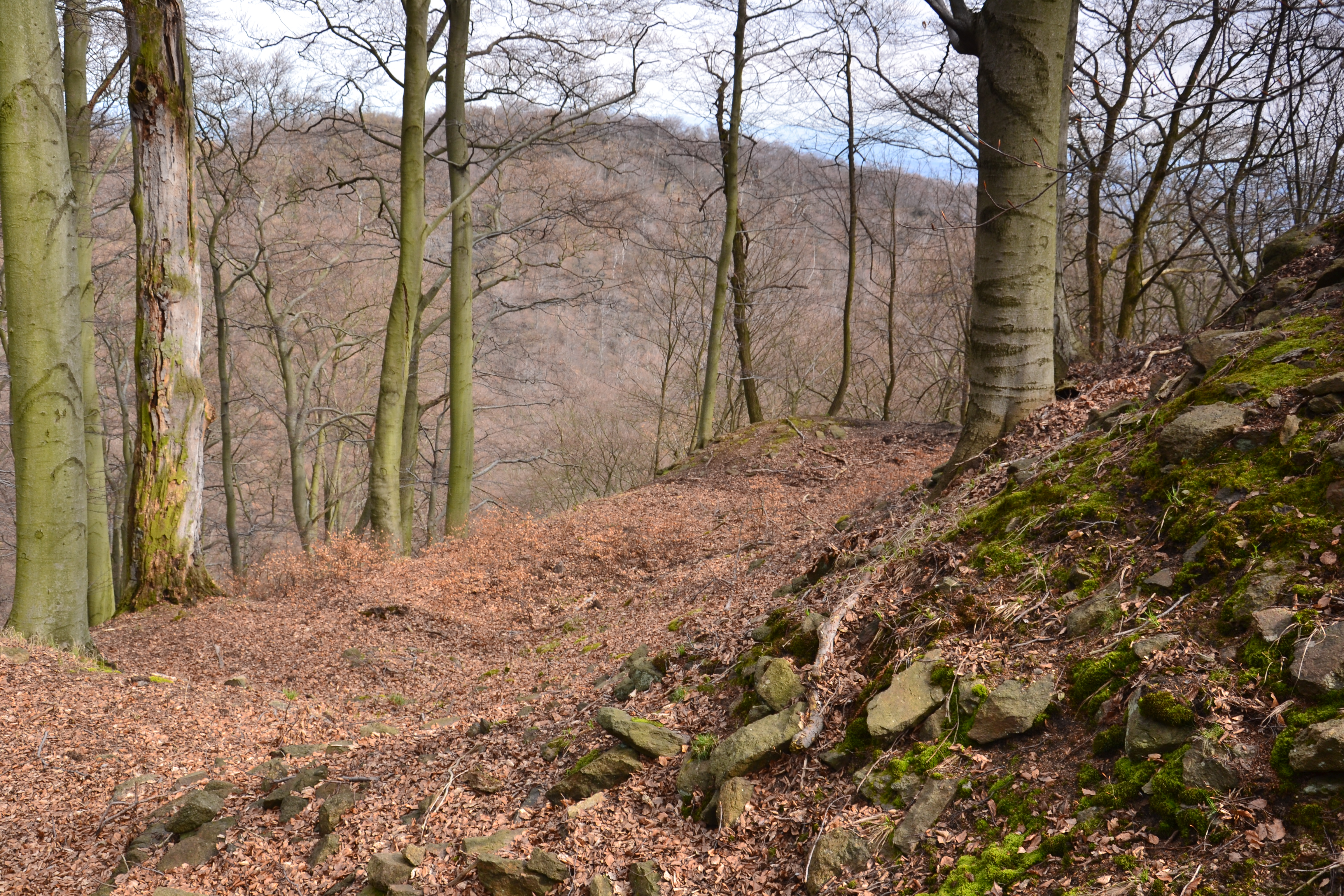
Hospodářský prostor pod hradním jádrem